# Lecteur de GD-ROM
 (août 2025).
Motif : sources secondaires peu convaincantes. À fusionner avec GD-ROM ?
- Archive Wikiwix
- Bing
- Cairn
- DuckDuckGo
- E. Universalis
- Gallica
- Google
- G. Books
- G. News
- G. Scholar
- Persée
- Qwant
- (zh) Baidu
- (ru) Yandex
- (wd) trouver des œuvres sur Wikidata

| 1. | Préciser le motif de la pose du bandeau. | Précisez le motif de la pose du bandeau en utilisant la syntaxe suivante : {{admissibilité à vérifier\|date=août 2025\|motif=remplacez ce texte par le motif}}                         |
| 2. | Informer les utilisateurs concernés.     | Pensez à avertir le créateur de l'article, par exemple, en insérant le code ci-dessous sur sa page de discussion : {{subst:avertissement admissibilité à vérifier\|Lecteur de GD-ROM}} |

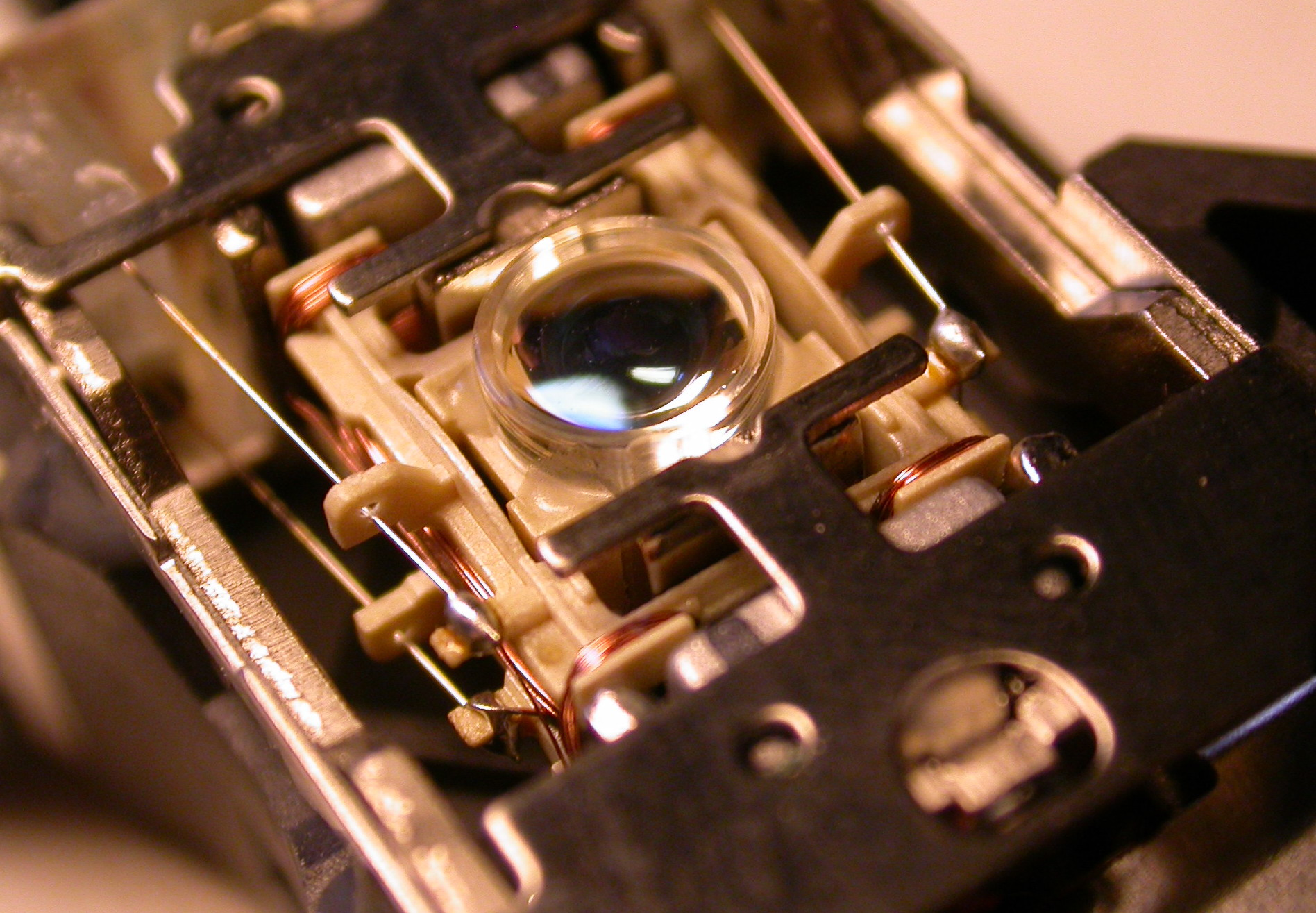
La lentille d'un lecteur de disque compact

Le lecteur de GD-ROM (appelé également « GD-ROM ») est un lecteur de disque optique qui lit au moyen d'une diode laser les disques optiques appelés GD-ROMs.

## Description
Il a été développé pour Sega par la société Yamaha.
Il peut être commercialisé aussi bien seul que dans un kit appelé le kit GD-ROM, il comporte alors le lecteur, une DIMM board et les câbles nécessaires à la connexion.
Il possède une capacité de vitesse de lecture de 12X[réf. nécessaire].
Le lecteur de GD-ROM a été en tout premier lieu utilisé et intégré à la Sega Dreamcast. Il a également été commercialisé, uniquement sous forme de lecteur, en tant que mise à niveau de la Naomi, et de la Naomi 2, tirant parti des avantages d'un autre média que la cartouche d'origine,.
Il est également utilisé avec les systèmes d'arcade suivants : Chihiro et Triforce. On retrouve la même DIMM board sur la première révision de chacun de ces deux systèmes, mais avec plus de RAM. Pour les révisions suivantes de la Triforce et de la Chihiro, la DIMM board a été intégrée dans chacun des systèmes (une version du Triforce utilise une DIMM board externe).
Le but de SEGA était de réduire les coûts de production des jeux, un GD-ROM coûtant moins cher à produire qu'une cartouche, de permettre une plus grande quantité de stockage de données que le support cartouche, et d'améliorer[réf. nécessaire] la protection anti-copie.
Le lecteur est alimenté en électricité depuis l'adaptateur JVS sur lequel il doit être directement branché.

## Fonctionnement
En lieu et place des cartouches de jeu, la DIMM board doit être insérée, puis reliée au lecteur de GD-ROM via un câble SCSI-2 (Fast SCSI). La DIMM board contient suffisamment de ram pour stocker la totalité du jeu.
Au démarrage du système, le jeu est chargé dans la ram depuis le GD-ROM, puis il est conservé en mémoire dans la DIMM board, même après débranchement électrique, grâce à la batterie qui permet d'alimenter en permanence la ram. Comme toute batterie, elle a une durée de vie limitée dans le temps.
Si le jeu n'est plus en mémoire, ou si aucun jeu n'y figure, il est rechargé dans la ram au démarrage.
Dès la fin du chargement, le disque n'est plus utilisé.
La DIMM board permet donc de supprimer les temps d'accès que le support sur disque optique impose, et surtout, permet de limiter l'utilisation du lecteur de GD-ROM, ce qui a pour effet de retarder son usure.
La DIMM board constitue un élément de protection du lecteur de GD-ROM qui est un matériel fragile par nature et lent comparé au support cartouche.
Une autre raison ayant poussé Sega à choisir ce support réside dans la difficulté plus grande[réf. nécessaire] de contrefaçon. Le dongle spécifique à chaque jeu doit être préalablement branché sur la DIMM board pour que l'ensemble puisse fonctionner.

## BIOS
Tous les BIOS Naomi ne sont pas compatibles avec l'utilisation d'un lecteur de GD-ROM. Seuls les BIOS à partir de celui libellé EPR-XXXXXE ou plus récents sont capables de supporter l'ajout de ce matériel. Il est tout à fait possible de changer de BIOS pour permettre la prise en charge du lecteur.